# Donington Park Trophy 1933
Donington Park Trophy 1933 je bila trideseta neprvenstvena dirka v sezoni Velikih nagrad 1933. Odvijala se je 7. oktobra 1933 na britanskem dirkališču Donington Park.

## Rezultati

### Dirka
| Poz | Št | Dirkač             | Moštvo    | Dirkalnik    | Krogi | Čas/Odstop | Št. m. |
| --- | -- | ------------------ | --------- | ------------ | ----- | ---------- | ------ |
| 1   | 9  | Earl Howe          | Privatnik | Bugatti T51  | 20    | 43:06.0    | 2      |
| 2   | 5  | Lindsay Eccles     | Privatnik | Bugatti T51  | 20    | 43:51.0    | 3      |
| Ods | 4  | T.A.S.O. Mathieson | Privatnik | Bugatti T35C | 8     | Motor      | 1      |
| DNS | 18 | Eddie Hall         | Privatnik | MG K3        |       |            |        |
| DNS | 20 | Freddie Dixon      | Privatnik | Riley 9      |       | Motor      |        |
| DNS | ?  | Noel Carr          | Privatnik | Bugatti      |       |            |        |